# Das Ei und ich (Buch)
Das Ei und ich (Titel des englischen Originals: The Egg and I) ist eine autobiografische humoristische Erzählung der amerikanischen Schriftstellerin Betty MacDonald. Das 1945 erschienene Buch beschreibt die Erlebnisse der Erzählerin auf einer Hühnerzuchtfarm am Rande der Olympic Mountains Ende der 1920er Jahre. Es wurde ein Bestseller, der in zahlreiche Sprachen übersetzt wurde und von dem weltweit über drei Millionen Exemplare verkauft wurden. Eine Verfilmung des Buchs gab Anlass zu einer ganzen Serie weiterer Filme, deren Mittelpunkt die im Buch beschriebenen Hillbillys bildeten.
Das Werk fand erst in den 1970er Jahren, im Zuge einer Diskussion über häuslichen Humor und „komischen Feminismus“, einige Beachtung in der Literaturwissenschaft, insbesondere in den Women’s Studies. Bereits 1951 war jedoch im Zuge eines Verleumdungsprozesses die Frage nach der Textsorte von The Egg and I juristisch akut geworden, also die Frage, ob es sich um eine autobiografische Erzählung oder ein fiktionales Werk handele. Schließlich wurde es auch Thema in einer Debatte über literarischen Regionalismus und die Werte des amerikanischen Westens. Philologische Fragen der Entstehung, Veröffentlichung und Vermarktung des Buches sowie der biografischen Bezüge und Schauplätze wurden erst in einer 2016 erschienenen Biografie von Paula Becker geklärt.

## Handlung und formaler Bau

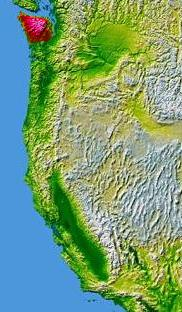
Lage der Olympic-Halbinsel (rot) an der amerikanischen Westküste

Die durchgängig in der Ich-Form erzählte Geschichte ist in fünf Teile (parts) unterteilt, die jeweils mehrere Kapitel enthalten und durch ein Zitat eingeführt werden, das als Motto dem Text voransteht. Der Titel des ersten Teils, „Such Duty“ („Solche Pflicht“), ist dem Motto dieses Teils entnommen, einem Shakespeare-Zitat aus Der Widerspenstigen Zähmung: „Such duty as the subject owes the prince,/Even such a woman oweth to her husband“ („Die Pflicht, die der Vasall dem Fürsten zollt,/die ist die Frau auch schuldig ihrem Gatten“). Er bezieht sich direkt auf die Ermahnung der Mutter der Erzählerin, es sei die Pflicht der Frau, dafür zu sorgen, dass der Mann sich bei seiner Arbeit wohlfühlt – eine Pflicht, die die Erzählerin trotz großer Anstrengung nicht zu erfüllen vermag. Die drei Kapitel des ersten Teils enthalten zunächst einen gerafften, anekdotischen Überblick über die Kindheit der Erzählerin. Es folgt die Heirat der 18-Jährigen mit dem Versicherungsangestellten Bob und dessen Entschluss, auf der Olympic-Halbinsel eine Hühnerfarm zu betreiben – eine Entscheidung, die die Erzählerin gemäß dem Leitsatz der Mutter freudig unterstützt. Die beiden begeben sich in die „ungezähmteste Ecke der Vereinigten Staaten“ („most untamed corner of the United States“), kaufen eine verlassene Farm und richten sie her. Dies nimmt etwa den Zeitraum zwischen März und November ein.
Die Titel der anderen vier Teile folgen dem Jahreslauf: November – Frühling – Sommer – Herbst. Die Erzählung verlässt hier weitgehend die chronologische Folge und reiht Anekdoten, wiederkehrende Ereignisse und daran geknüpfte Reflexionen aneinander. Der Teil „November“, eingeleitet mit einem gekürzten Zitat von Thomas Hoods Gedicht No!, welches das Fehlen von Farbe, Licht und Wärme und Leben im November beschwört, schildert zunächst ausführlich die Arbeiten der Farmerin in einer einsamen Farm ohne Strom und Wasseranschluss und die ungleiche Verteilung und Anerkennung der Arbeit zwischen den Geschlechtern. Das geht von den Kämpfen mit dem anthropomorphisierten Ofen „Stove“ über das Waschen, Bügeln, Backen und Putzen bis zum Aufstehen in tiefer Dunkelheit und Nässe um 4 Uhr morgens. Mit optimistischerem Tonfall werden dann die reichlich vorhandenen Nahrungsmittel aufgezählt – und der Kontrast zu den Sitten der alteingesessenen Bevölkerung, die sich trotz dieser Überfülle von Schweinebauch mit Makkaroni ernährt. Hier wird auch erstmals ihre Schwangerschaft erwähnt, in Verbindung mit einem Angebot zur Abtreibung mittels eines Stiefelknöpfers („plain oldfashioned buttonhook“), das ihr ein Ortsansässiger macht.
Der „Frühling“ trägt als Motto ein Zitat von John Keats: „Hear ye not the hum of mighty workings!“ Die „mächtigen Werke“ beziehen sich auf das Erwachen der Natur und die Fortpflanzungstätigkeit: Die Erzählerin bringt ihre Tochter zur Welt, und als sie aus dem Krankenhaus zurück ist, haben auch auf dem Hof alle Tiere eifrig Nachwuchs in die Welt gesetzt („had been busy producing“), was die Arbeit noch vermehrt. Der Kern des Frühlingsteils ist jedoch der gesellschaftliche Verkehr, besonders mit den nächsten Nachbarn. Das sind einerseits die Kettles, „Paw“ und „Maw“ (Papa und Mama) Kettle mit ihren 15 Kindern. Ihre Farm ist, anders als die des tüchtigen Bob und der Erzählerin, unordentlich, schmutzig und nur von Improvisationen zusammengehalten. Paw kommt, sobald die Beziehungen einmal etabliert sind, ständig an, um etwas zu borgen. Das sind auf der anderen Seite die Hicks’: Während Mr Hicks nur als „a large ruddy dullard“ (stämmiger Einfaltspinsel mit gerötetem Teint) erscheint, ist Birdie Hicks vom Haushalt geradezu besessen, ein Putzteufel und in der Lage, schon vor dem Frühstück Hunderte Gläser Obst und Gemüse einzumachen. Die Sympathien der Erzählerin liegen bei Maw Kettle. Ein weiteres Kapitel ist der aufwändigen Hühner- und Kükenpflege gewidmet, die die Erzählerin dazu bringt, selbst Küken hassen zu lernen, denn: „Chickens are so dumb. Any other living thing which you fed 365 days in the year would get to know and perhaps to love you. Not the chicken.“ („Hühner sind so dumm. Jedes andere Lebewesen, das du 365 Tage im Jahr fütterst, würde dich irgendwann kennen und vielleicht lieben. Das Huhn nicht.“)
Der „Sommer“ beginnt mit dem Motto: „Man works from dawn to setting sun/But woman’s work is never done“ („Von morgens bis abends arbeitet der Mann/Doch die Arbeit der Frau ist nie getan“), einem bekannten Sprichwort. Das damit angeschlagene Thema der Geschlechterrollen in der Arbeit betrifft unter anderem die Konservierungsarbeiten (Einmachen, Sterilisieren usw.), die der Frau zufallen; die Erzählerin, die mit Birdie Hicks’ Leistungen weder mithalten kann noch will, erlebt den glücklichsten Tag ihres Farmlebens, als endlich der Drucktopf in die Luft fliegt – aber Bob sucht ungerührt einen größeren aus dem Sears-&-Roebuck-Katalog aus. Ein weiteres Kapitel beschreibt Besuche naturschwärmerischer Bekannter auf der Farm, die blind für die Plackerei ihrer Gastgeberin sind. Vor allem geht es in diesem Teil aber um die Indianer, in engem Bezug zum Gender-Thema. Crowbar, Clamface und Geoduck Swensen sind „Bobs gute Freunde, aber zu meinen konnte ich sie nicht rechnen“, weil Frauen für sie nicht zählen („They were Bob’s good friends. I couldn’t count them as mine, for they had no use for women and were unable to understand Bob’s attitude toward me“). Die Kapitelüberschrift „Mit Pfeil und Bogen“ steht in ironischem Kontrast zum von der Erzählerin wahrgenommenen Erscheinungsbild: klein, o-beinig und meist betrunken. Das Kapitel berichtet unter anderem von einer bedrohlichen Situation: Ein betrunkener Freund von Geoduck sucht sie zu Hause auf, als sie allein ist, und belästigt sie; sie wird ihn nur mit vorgehaltener Flinte wieder los. Die Erzählerin wird danach, sozusagen als Friedensangebot, samt Kind und Mann zu einem indianischen Picknick eingeladen. Sie ist entsetzt von der Sauferei, dem Schmutz und dem Umgang mit den Kindern. Es folgen Kapitel über die Erziehung der Kinder in nicht-indianischen Kreisen – die mit Schweinebauch und Bier gefüttert werden – und die gefährliche, häufig zu Todesfällen führende Arbeit der Männer im Holzfällerlager.
Der abschließende Teil „Herbst“, eingeleitet erneut mit einem Zitat von Thomas Hood, diesmal dem Anfang seines Gedichts Autumn, beginnt mit einer technischen Veränderung, die auf den Abschied vom unzivilisierten Leben vorausdeutet: Bob baut eine Wasserleitung für die Farm. Es folgen Erlebnisse des ländlichen, mit viel Alkohol verbundenen geselligen Verkehrs („The Theatah – the Dahnse“), darunter eine große Geburtstagsparty für Maw Kettle. Später führt ein Brand, ausgelöst durch Unachtsamkeit von Paw Kettle, zu einer vereinten Anstrengung der Männer, das Feuer einzudämmen; der Erzählerin fällt die Aufgabe zu, die Helfer bis fünf Uhr morgens mit Essen und Alkohol zu versorgen. Schließlich berichtet Bob von einer Farm im Stadtgebiet von Seattle, die zum Verkauf stehe. Die Erzählerin ist begeistert von der Aussicht auf Strom- und Wasseranschluss und hofft, künftig morgens länger im Bett bleiben zu können, doch Bob dämpft ihren Enthusiasmus: Hühner müssten immer früh gefüttert werden. Die Erzählung endet mit der lakonischen Feststellung: „Which just goes to show that a man in the chicken business is not his own boss at all. The hen is the boss“ („Woraus ersichtlich ist, dass der Besitzer einer Hühnerfarm keineswegs sein eigener Herr ist. Die Henne ist sein Meister“).
Eine räumliche Einordnung der Handlung in der Nähe des Puget Sound an der Pazifikküste des Staates Washington und, genauer, auf der Olympic-Halbinsel ist gut möglich, obwohl die Orts- und Landschaftsnamen fast durchweg verschleiert sind. Auf die zeitliche Einordnung gibt es hingegen kaum Hinweise. Lediglich die wiederholten Anspielungen auf die Prohibition lassen darauf schließen, dass die Handlung bereits über zwanzig Jahre zurückliegt.

## Entstehungs-, Veröffentlichungs- und Vermarktungsgeschichte

### Entstehung und Lektorat
Die Grundlage des Buchs bilden die Erfahrungen der Autorin. Sie heiratete 1927 als Zwanzigjährige den Versicherungskaufmann Robert Heskett, mit dem sie bis 1930 auf der Olympic-Halbinsel eine Hühnerzuchtfarm bewirtschaftete. Anekdoten aus dieser Zeit erzählte sie vielfach im Familien- und Kollegenkreis, auch in Briefen. Gemäß MacDonalds eigenen Angaben, sowohl in ihrem späteren Buch Anybody can do anything als auch in Briefen, ging der Entschluss, sie niederzuschreiben, auf das wiederholte Drängen ihrer Schwester Mary Bard zurück, die später selbst Schriftstellerin wurde. Ihr ist The Egg and I auch gewidmet, die Widmung lautet: „To my sister Mary who has always believed that I can do anything she puts her mind to“, also etwa: „Für meine Schwester Mary, die immer geglaubt hat, dass ich alles schaffen kann, was sie sich in den Kopf gesetzt hat.“
Begonnen hat MacDonald das Manuskript aber vermutlich bereits 1940 oder 1941 in Seattle, möglicherweise auf die Anregung eines Professors für Creative Writing an der University of Washington. Sie ließ es zunächst liegen, als sie ihren zweiten Mann Donald MacDonald kennenlernte. Seit 1942 lebte sie mit Donald MacDonald auf Vashon Island und beide pendelten mit der Fähre zur Arbeit nach Seattle. Mary Bard, die Kontakt zu einem Lektor und Literaturscout von Doubleday, Henri Verstappen, hatte, erzählte diesem, dass ihre Schwester an einem Buch über die Region schreibe, und arrangierte ein Treffen. Verstappen bat Betty MacDonald, bis zum nächsten Tag ein Exposé zusammenzustellen. Um das zu schaffen, meldete sie sich bei dem Bauunternehmen, in dessen Büro sie arbeitete, krank und verlor prompt ihre Arbeitsstelle. Da Verstappen das Exposé vielversprechend fand, betrieb sie nun ernsthaft die Fertigstellung des Manuskripts. Weil sie wieder Arbeit suchen musste und zudem die beiden Kinder versorgte, stockte die Schreibarbeit aber immer wieder. Schließlich verließ Verstappen Ende 1943 den Verlag und sandte die fertiggestellten Kapitel zurück.
Im Februar 1944 schickte Betty MacDonald, wiederum auf Marys Drängen hin, zunächst ein Exposé und dann ein weiter fortgeschrittenes Manuskript an die Agentur Brandt & Brandt in New York. Bernice Baumgarten, Literaturagentin und Leiterin der Buchabteilung bei Brandt & Brandt, hielt es für aussichtsreich, verlangte aber verschiedene Veränderungen: Statt, wie das ursprüngliche Manuskript, in Tagebuchform, sollte es im Stil einer durchgehenden Erzählung gehalten sein; zudem sei es zu kurz. Auf diese Intervention gingen die biografischen Kapitel des ersten Teils zurück. Ferner fand Baumgarten das Ende zu bitter; man gewinne den Eindruck, MacDonald habe ihren Mann zeitweise geradezu gehasst. MacDonald schrieb das Ende um, wobei sie, wie ein Brief an Baumgarten bezeugt, Robert Hesketts Charakter („in Wirklichkeit war er der größte Bastard, den es jemals gab, aber … ich hoffte, man würde es nicht merken“; „actually he was the most concentrate bastard that ever lived but … I hoped it was not apparent“) mit dem ihres zweiten Mannes Donald MacDonald amalgamierte. Ein weiterer Kritikpunkt war, dass in der Erzählung zu viel die Rede vom illegalen Schnapsbrennen sei. Auch diese anstößige Aktivität milderte die Autorin daraufhin ab. Im Oktober 1944 gelang es Baumgarten schließlich, das Buch auf der Basis des Exposés an den Verlag J. B. Lippincott & Co. in Philadelphia zu verkaufen. Es gab mit Lippincott noch eine Debatte um den Buchtitel: Der Verleger schlug „Fine Feathered Friends“ (Fein gefiederte Freunde) vor, MacDonald konnte sich jedoch mit ihrem ursprünglichen Titel The Egg and I durchsetzen. Zudem wünschte Lippincott aus juristischen Gründen eine Veränderung der Personennamen, die den wirklichen Namen noch zu ähnlich seien, was MacDonald umsetzte. Von den Manuskripten ist nach Angaben von MacDonalds Biografin Paula Becker nichts erhalten, es ist Becker jedoch gelungen, den Briefwechsel der Autorin mit Baumgarten und Lippincott aufzufinden, der Rückschlüsse auf den Entstehungs- und Lektoratsprozess erlaubt.
Eine humoristische Beschreibung des „langen, langen Jahrs zwischen der Empfängnis und der Geburt von The Egg and I“ unter der Überschrift „Anybody Can Write Books“ (Jeder kann Bücher schreiben) bietet das 17. und letzte Kapitel von MacDonalds drittem autobiografischen Buch Anybody can do anything (1950). Die Hindernisse des Schreibprozesses schilderte die Autorin anschaulich in ihrem vierten autobiografischen Buch, Onions in the Stew: „Ich habe versucht, in der Küche, im Esszimmer, im Wohnzimmer, in unserem Schlafzimmer, im Gästehaus, auf der Terrasse, im Innenhof zu schreiben – es ist immer dasselbe. Ich bin zuerst und zuletzt und immer Ehefrau und Mutter, und egal, was ich mache, ich muss damit aufhören, um ‚zu überlegen, wo ich den großen Schraubenzieher hingelegt habe‘ …“

### Veröffentlichung
Zunächst wurde eine Fassung im Sommer 1945 in drei Nummern der Zeitschrift The Atlantic Monthly vorabgedruckt. Diese Fassung war gegenüber der Buchausgabe gekürzt und entschärft („bowdlerized“). Die Zeitschrift sorgte zusätzlich für eine Veränderung aller Ortsnamen, um juristische Probleme zu vermeiden. Im Oktober 1945 brachte Lippincott schließlich die Buchausgabe heraus, die ebenfalls die geänderten Ortsnamen aufwies und sich glänzend verkaufte. Die ersten Auflagen zeigten auf dem Schutzumschlag einen kolorierten Holzschnitt einer Farmszene von Richard Bennett, bald ersetzte der Verlag diese Illustration jedoch durch ein Porträtfoto der Autorin. Urheber dieses Fotos, aufgenommen im Januar 1945, war der Fotograf Leonid Fink (Seattle). Eine Taschenbuchausgabe, eine Buchclubausgabe sowie eine Ausgabe für die „Armed Services“ erschienen noch 1945. Bereits am 30. Dezember 1945 erklomm das Buch die Spitze der Bestsellerliste der New York Times und blieb dort 42 Wochen lang, am 5. Januar 1946 erschien es auch auf Rang 1 der Bestsellerliste von Publishers Weekly und hielt diese Position für 33 Wochen. Auf der Nonfiction-Jahresbestsellerliste (also als Sachbuch) 1946 von Publishers Weekly belegte das Buch Platz 1. Im September 1946 war eine verkaufte Auflage von einer Million erreicht. Reader’s Digest brachte in der November-Ausgabe 1946 eine stark gekürzte Version. Die ersten Übersetzungen erschienen: 1946 ins Dänische, Schwedische und Spanische, 1947 ins Deutsche, Finnische, Französische, Niederländische, Norwegische (Bokmål) und Tschechische, 1948 ins Italienische und 1949 ins Polnische. Der Verlag schrieb 1967 in einer Broschüre, allein in den USA und Kanada seien bis August 1966 mehr als 1.801.450 Exemplare verkauft worden, davon 760.501 in der ursprünglichen Hardcover-Ausgabe von Lippincott. Es sei das bestverkaufte Buch gewesen, das Lippincott je verlegt habe. Beth Kraig geht von einer Weltauflage des Buchs von über drei Millionen Exemplaren aus; es sei in 32 Sprachen übersetzt worden.

### Vermarktung: Filmrechte
Vor allem aber gelang es, die Filmrechte zu verkaufen. Chester Erskine schrieb gemeinsam mit Fred F. Finklehoffe auf der Basis des Buchs ein Drehbuch und drehte dann für Universal Pictures den Film The Egg and I mit Claudette Colbert als Betty, Fred MacMurray als Bob, Marjorie Main als Maw Kettle und Percy Kilbride als Paw Kettle, der im März 1947 Premiere hatte. Das Drehbuch reduzierte den beißenden Witz der Erzählerin deutlich und schnitt die Geschichte auf ein versöhnlich endendes Liebesdrama zu. Eine attraktive Farmerin, die den handelnden Personen hinzugefügt wurde, bot Gelegenheit für Eifersucht, die im Happy End überwunden werden konnte. Komik bezog der Film hauptsächlich aus seinem Umgang mit den Hillbillys, besonders den Kettles: Marjorie Main wurde sogar für einen Oscar (beste Nebenrolle) nominiert, bekam ihn aber nicht. Der Film war ein Kassenerfolg und spielte über 5 Millionen Dollar ein. Das Erfolgsrezept der ländlichen Komödie (rural comedy) verwertete Universal dann bis 1957 mit einer ganzen Serie von insgesamt neun Ma-und-Pa-Kettle-Filmen weiter, die lediglich die Figuren (auch Birdie Hicks, Geoduck und Crowbar) nutzten, aber nichts mehr mit dem ursprünglichen Buch zu tun hatten.
1946 erschien bei Columbia Records auch eine Schallplatte mit dem Song The Egg and I, der aus dem Soundtrack des Films stammte. Als Urheber waren Harry Akst, Harry Ruby, Al Jolson und Bert Kalmar ausgewiesen, Betty MacDonald war als Urheberin des Titels genannt. Es sang Dinah Shore zur Begleitung einer von Sonny Burke geleiteten Bigband. 1947 erschien eine weitere Aufnahme bei RCA Victor, hier waren die Interpreten Sammy Kaye und Mary Marlow (Gesang).
Das Lux Radio Theatre sendete am 5. Mai 1947 über CBS Radio eine einstündige Live-Radiofassung mit Orchester und den Stimmen von Claudette Colbert und Fred MacMurray. CBS lancierte auch eine Seifenoper auf der Basis von The Egg and I, mit Pat Kirkland als Betty und John Craven als Bob, die von September 1951 bis August 1952 im Fernsehen lief.

## Historischer Hintergrund

### Hühnerhaltung
Die Geschichte, wie sie in The Egg and I erzählt wird, markiert einen grundlegenden Wandel in der Entwicklung der erwerbsmäßigen Hühnerhaltung in den USA. Hühnerhaltung war zunächst zum großen Teil von Bäuerinnen auf dem Hinterhof oder im Garten betrieben worden, um die ökonomischen Risiken der Landwirtschaft etwas abzufedern. Gepflegt wurden die Tiere meist nach tradierten Rezepten, das „Eiergeld“ war meist ein (geringes) eigenständiges Einkommen der Frau. Gegen Ende des Ersten Weltkriegs lassen sich zunehmende Anstrengungen nachweisen, die Hühnerhaltung zu rationalisieren und zu verwissenschaftlichen. An Universitäten wurden „Extension Services“ zur Schulung der Farmer eingerichtet, so im Jahre 1918 im Bundesstaat Washington, in dem die Handlung spielt. In Alderwood Manor im Snohomish County von Washington gab es eine riesige Demonstrationsfarm, die Farmern den richtigen Weg vorführen sollte, mit Hühnerzucht Geld zu verdienen. Im Zuge der Farmkrise der 1920er Jahre, als die Preise für landwirtschaftliche Produkte kräftig nachgaben, viele Farmer insolvent wurden und nach Westen zogen, gewann das an den Extensions gelehrte neue „mechanistische Modell der Hühneraufzucht“ erheblich an Bedeutung. Damit ging die Hühnerhaltung zugleich von der weiblichen Domäne in die männliche über.
Die in The Egg and I beschriebene Hühnerfarm kann einerseits als einer der letzten Ausläufer des Familienbetriebs betrachtet werden, bevor die Geflügelzucht zur Agrarindustrie wurde. Andererseits handelte es sich durchaus um Intensivtierhaltung, sowohl von den Bestandsgrößen als auch von den Methoden her. Die Protagonisten beginnen mit 750 Hühnern und legen die Größe des Betriebs auf maximal 2000 an, Bob wird zum tüchtigsten Hühnerzüchter der Gemeinde, „wissenschaftlich, gründlich und nicht behindert durch Traditionen oder Altweibergeschichten“. Er konzentriert sich auf die Zucht, da ihm zufolge Eierproduktion und Zucht nicht gleichzeitig wirtschaftlich betrieben werden können. Effiziente Fütterung, sorgfältige Dokumentation und umstandslose Beseitigung der unproduktiven Tiere sind erforderlich, um ein optimales Ergebnis zu erzielen. Literatur zur Hühnerzucht ist reichlich vorhanden und wird genutzt. Die Kontrolle liegt explizit beim männlichen Farmer, die Erzählerin fühlt sich als Arbeitspferd („Percheron“).
Das Motto „Zurück zur Natur“ gilt demnach nur für die Lebens- und Arbeitsbedingungen der Menschen, nicht aber für die Methoden der Tierproduktion. Das Gegenstück der vorwissenschaftlichen Tierhaltung ist ebenfalls noch im Buch vorhanden, nämlich bei den Kettles. Maw Kettle zieht ihre Küken in der Küche auf, ohne Desinfektionsmittel und Thermometer. „Das sollte der Leitfadenverfasser sehen“, denkt die Erzählerin bitter.

### Schauplatz

Westergard House, Farm in Chimacum nach 1933. Aufgenommen im Rahmen des Historic American Buildings Survey

Die Hühnerzuchtfarm wurde zu der Zeit, in der die Handlung spielt, dem Siedlungsplatz Center zugerechnet, heute wird sie zu Chimacum gezählt. Diese beiden Siedlungsplätze („neighboring areas“) waren sehr dünn besiedelt, 1926 lebten dort insgesamt etwa 276 Personen. Es gab kaum ausgebaute Straßen, elektrischer Strom war erst in den späten 1940er Jahren verfügbar, außer in den wenigen Häusern, die über eigene Generatoren verfügten. Autos waren noch selten, schwere Transport- und Farmarbeiten wurden mit Pferden verrichtet. Immerhin gab es in Chimacum einen kleinen Laden und eine Post sowie eine High School, die Bettys Schwester Dede besuchte. Größere Einkäufe mussten in Port Ludlow oder Port Townsend erledigt werden, wofür man im letzteren Fall einen ganzen Tag rechnen musste.
Die Bards hatten als Kinder eines umherziehenden Bergbauingenieurs im amerikanischen Westen durchaus ein einfaches Leben kennengelernt, hatten sich danach aber in Seattle an Komfort und ein gesellschaftliches Leben gewöhnt. Dass die Farm in Chimacum für die Autorin einen „Kulturschock“ darstellte, hatte auch mit der Kultur der Familien zu tun, die dort seit Jahrzehnten das Land bewirtschafteten und vielfach miteinander verwandt und verschwägert waren. Dies war keine günstige Situation für Zugezogene aus der Stadt.
Dass ein großer Teil der Einwohner indianische Vorfahren hatte, wie MacDonald schreibt, traf zu. Nach dem Puget-Sound-Krieg siedelten sich um 1860 Küsten-Salish-Indianer und europäische Einwanderer im Chimacum Valley an und heirateten untereinander. Einflussreich waren vor allem die Bishops (nicht verwandt mit denjenigen Bishops, die später gegen Betty MacDonald klagten), die aus einer Ehe eines englischen Seemanns mit einer Snohomish hervorgegangen waren. William Bishop jr., der zur Zeit der Handlung von The Egg and I dort lebte, war einer der ersten politischen Vertreter der Native Americans im amerikanischen Westen. Es gab dort auch die einflussreiche Familie Hicks (wiederum nicht identisch oder verwandt mit den Hicks’ aus The Egg and I), Skykomish-Indianer, die an der Mündung des Chimacum Creek wohnten.

## Analysen und Interpretationen

### Textsorte: Autobiografie oder Fiktion
In den USA wurde das Buch durchweg als Sachbuch (non-fiction) vermarktet. Paula Becker hält fest, dass es dort zu keinem Zeitpunkt als belletristisches Werk ausgegeben wurde und der Text auch nie eine substanzielle Änderung, die über Neusatz und Druckfehlerkorrektur hinausging, erfahren hat. In Deutschland hingegen erhielt Das Ei und ich spätestens seit der Taschenbuchausgabe von Rowohlt in den 1950er Jahren den Untertitel „Roman“ und wurde durchgängig unter der Kategorie Belletristik eingeordnet.

#### Überarbeitete Wirklichkeit
Dass die Handlung eng an wirkliche Ereignisse im Leben der Autorin angelehnt war und auch die handelnden Figuren Vorbilder in der Wirklichkeit hatten, steht fest; ebenso jedoch, dass MacDonald diese Ereignisse und Figuren für die Veröffentlichung bewusst verändert hat. So vermutet Paula Becker, dass die Tätigkeit der Hesketts auf der Farm in Wahrheit weit mehr mit der Schwarzbrennerei zu tun hatte, als die veröffentlichte Fassung zugibt. Insbesondere der Charakter und Verlauf der Ehe weichen stark von dem ab, was über die Biografie der Autorin bekannt ist: Sie verließ Robert Heskett mit ihren beiden Töchtern und ließ sich von ihm scheiden; die Begründung war Alkoholismus und häusliche Gewalt. Damit stimmen auch die später eingeholten Berichte von Nachbarn der Hesketts überein. Das versöhnlich stimmende Ende der Erzählung ist entsprechend reine Fiktion. Ebenso wenig wird im Buch die Tatsache erwähnt, dass die Mutter und die Geschwister der Autorin während der ersten Zeit in der Nähe ebenfalls eine Farm betrieben und damit scheiterten, also keineswegs so weit von ihr entfernt waren, wie das im Buch scheint. Selbst die Geburt einer der beiden Töchter von Betty MacDonald fehlt in der Erzählung.

#### Die Verleumdungsklagen

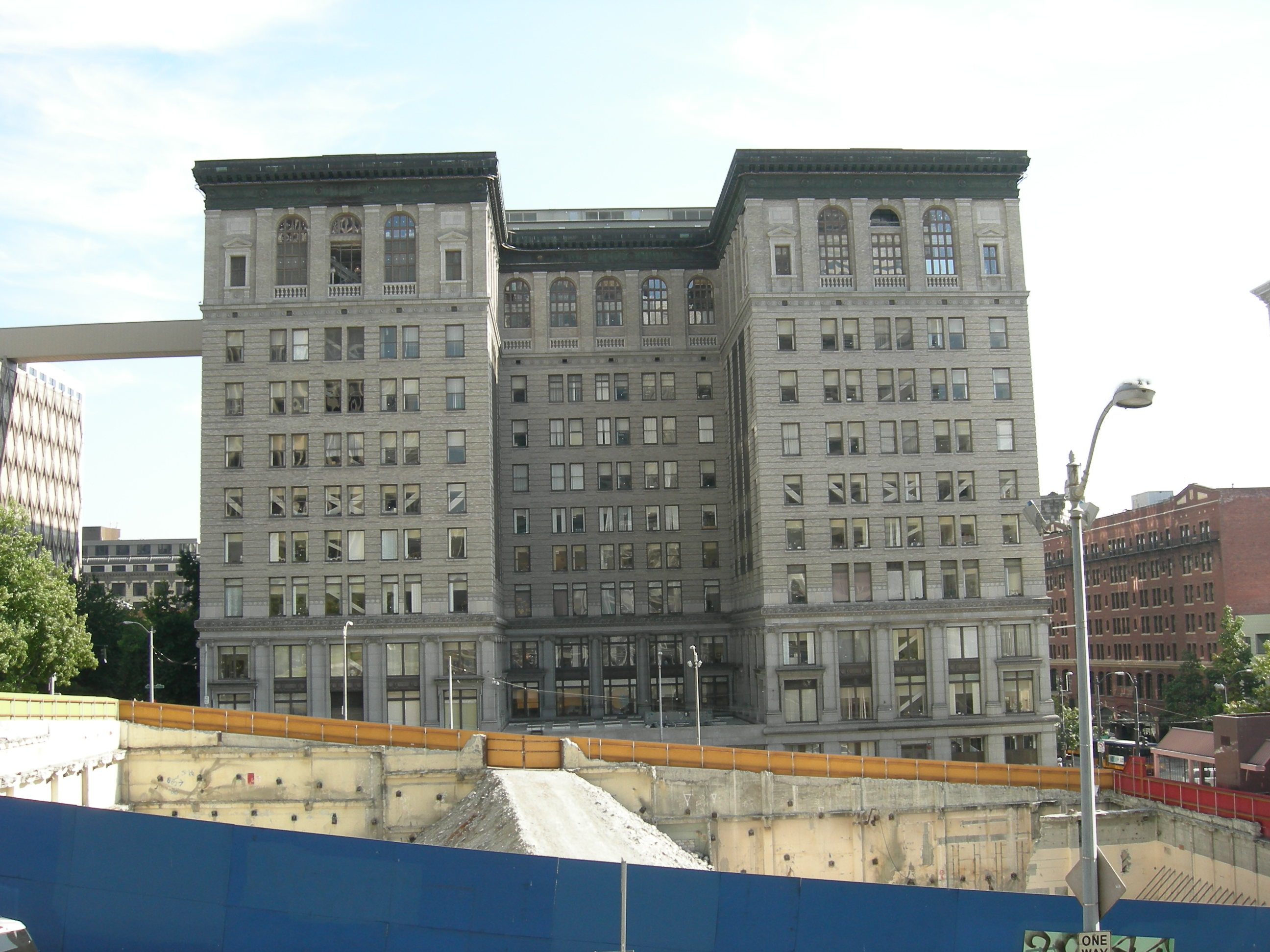
Das King County Courthouse in Seattle, errichtet 1916. Hier fand der Prozess 1951 statt.

Relevant wurde die Frage „Autobiografie oder Fiktion“ in zwei Verleumdungsklagen („libel suits“), die von Personen, die sich im Buch wiedererkannt hatten, gegen die Autorin eingereicht wurden. Beide folgten mit erheblichem Abstand auf die Buchveröffentlichung und wurden vermutlich durch die Reklame für den Film bzw. im zweiten Fall den Erfolg der Kettle-Filme ausgelöst. Am 25. März 1947 erhoben Edward und Ilah Bishop, die in Chimacum Nachbarn der Hesketts gewesen waren, Klage. Sie gaben an, sie seien die Vorbilder der Hicks’, als solche wiedererkennbar und daher der Lächerlichkeit, dem Hass und der Verachtung preisgegeben. Dafür forderten sie 100.000 Dollar Schadensersatz. MacDonalds Anwalt bestritt die Zulässigkeit der Klage. Es gab ein längeres Hin und Her über zwei Jahre, doch bevor der Fall vor Gericht kam, handelten die Anwälte beider Seiten einen außergerichtlichen Vergleich aus, der im Mai 1949 in Kraft trat. Die Klagenden erhielten 1.500 Dollar und verpflichteten sich im Gegenzug schriftlich, ihre Forderung nicht mehr öffentlich zu erwähnen.
Erheblich ernster war die zweite Klage, die am 17. September 1949 von Albert Bishop, sechs seiner Söhne, zwei seiner Töchter und einer Schwiegertochter gegen die Autorin, den Verlag, den Taschenbuchverlag und eine Buchhandlung eingereicht wurde. Bishops Frau, die als Maw Kettle identifiziert wurde, war mittlerweile verstorben. Sie gaben an, sie seien erkennbar als Paw Kettle und seine Kinder porträtiert worden. Dazu kam eine Klage von Robert Johnson, der sich als der Indianer Crowbar beschrieben sah. Alle führten an, die Veröffentlichung habe schlimme und demütigende Folgen für sie gehabt. Die beiden Klagen wurden zusammengezogen, die Schadensersatzforderungen der Kläger summierten sich auf 975.000 Dollar. Am 5. Februar 1951 wurde die Hauptverhandlung in Seattle eröffnet, die bis zum Urteil am 20. Februar 1951 großen Publikumsandrang fand. Die Kläger hatten zu beweisen, dass sie in dem Buch wiedererkennbar dargestellt wurden und dass sie davon bezifferbaren Schaden erlitten hatten. Der Ausgang des Prozesses hing wesentlich davon ab, ob die Kettles und Crowbar erfundene Figuren in einem ansonsten autobiografischen Buch waren oder tatsächlich Porträts der Kläger darstellten.
Ein Großteil des Prozesses war dieser Frage gewidmet, was den Zuschauern einige Unterhaltung bot, da die Kläger in dem Bemühen, ihre Identität mit den Kettles nachzuweisen, ihr Hillbilly-Image öffentlich bestätigten. So sah einer der Bishop-Söhne jedem Jurymitglied tief in die Augen, um zu beweisen, dass er tatsächlich blaue Augen habe, wie im Buch beschrieben. Die Verteidigung sprach gewöhnlich von einem Roman („novel“) und bestritt, wenn möglich, jede Identität der Figuren und Schauplätze mit wirklichen Personen und Orten. Vor allem aber hob sie darauf ab, dass die Verbindung zwischen real existierenden Orten und Personen und den im Buch beschriebenen durch die Kläger und andere Personen selbst hergestellt worden sei, um von der Popularität des Buchs zu profitieren. In diesem Fall könnten sie kaum berechtigt sein, auf Schadensersatz zu klagen. Sie rief Zeugen auf, die bestätigten, dass sich die Bishops mit einem gewissen Stolz selbst gegenüber anderen als die Kettles identifiziert hätten und dass eine Schwägerin der Bishops, Anita Larson, die die mutmaßliche Heskett-Farm übernommen hatte, entgeltliche Führungen durch die „Egg and I Farm“ angeboten und dafür sogar Werbeschilder an der Straße aufgestellt habe.
Betty MacDonald trat selbst als Zeugin auf und gab an, es habe sich bei den Schauplätzen wie den Personen um Fiktion gehandelt. Sie habe keine wirklichen Personen außerhalb ihrer eigenen Familie geschildert. Es sei ihr lediglich um typische Orte und Personen gegangen, die nicht identisch mit real existierenden seien. „I was writing about an imaginary place in an imaginary country“ („Ich habe über einen imaginären Ort in einem imaginären Land geschrieben“), fasste sie zusammen. Am 20. Februar fällte die Jury ihr Urteil: Die Klage wurde abgewiesen.
Paula Becker weist darauf hin, dass MacDonalds Aussage offensichtlich nicht der Wahrheit entsprach. Nicht nur waren die Orte, obwohl sie im Buch „Town“ und „Docktown“ hießen, ohne weiteres als Port Townsend und Port Ludlow identifizierbar, vor allem hatte sie in der Korrespondenz mit dem Verlag die Personennamen einen nach dem anderen abgehakt, um den Forderungen Lippincotts nach juristischer Absicherung nachzukommen. In einem Brief an Bernice Baumgarten hatte sie bereits 1945 sogar geschrieben: „Vielleicht hätte das Buch einen besseren Beigeschmack, wenn ich die Wahrheit vergessen und die Leute weniger wie die ignorante, un- und amoralische, vulgäre Gruppe aussehen lassen würde, die sie tatsächlich waren, und eher rustikal und urig. Wenn es verleumderisch sein soll, die Leute so zu beschreiben, wie sie waren, dann zeigen wir sie doch ruhig so, wie sie nicht waren.“

### Lokalkolorit und Mythen

#### Die letzte Grenze: Natur und Pioniergeist
Zu den Gründen für den Erfolg von The Egg and I zählte, wie Analysen der Eigenschaften amerikanischer Bestseller wahrscheinlich machen, das Lokalkolorit des amerikanischen Westens. Ruth Miller Elson meinte: „Wenn man einen Roman schreiben wollte, der sich in den USA gut verkaufen sollte, war ein westlicher Schauplatz für wenigstens einen Teil der Handlung eine gute Idee.“ James Hart schrieb in seiner Arbeit The Popular Book: A History of America’s Literary Taste die Beliebtheit von MacDonalds Buch der allgemeinen Attraktivität von „Americana“ während der 1940er Jahre zu, einer Zeit, in der viele Leute vom Land in die Stadt zogen bzw. ziehen mussten. Dabei stand der Westen für unverdorbene Natur und Pioniergeist, der Osten für Stadt und Zivilisation.
Bereits bei der Entstehung von The Egg and I spielte die Spekulation auf die Attraktivität des Schauplatzes eine Rolle: Der Literaturscout, auf dessen Anfrage hin MacDonald ihr Exposé schrieb, war auf der Suche nach Autoren und Themen aus dem amerikanischen Nordwesten. Im letzten Kapitel ihres dritten autobiografischen Buchs Anybody can do anything legte MacDonald ihrer Schwester Mary eine zugespitzte Version der Stereotypen in den Mund, die aus Buchmarktgesichtspunkten für diese exotische Lokalität sprachen: „Wir leben an der letzten Grenze der Vereinigten Staaten. Das Land der großen Lachswanderungen, der Riesentannen, der unkartierten Gewässer und der unbezwungenen Berge, und es ist fast nichts darüber geschrieben worden. Wenn du den Leuten in New York erzählst, dass die Lachse bei uns zur Haustür hereinspringen und nach unseren Knöcheln schnappen, dann glauben die das. Die meisten Leute in den Vereinigten Staaten glauben, dass wir entweder die ganze Zeit zugefroren sind wie die Antarktis oder dass wir noch Tierhäute tragen und mit den Indianern kämpfen. Also ich persönlich glaube, es ist Zeit, dass jemand von hier mal die Wahrheit schreibt.“
Doch wie MacDonald schrieb, wählte sie einen besonderen Dreh, um mit diesen Stereotypen zu spielen, eine Art Gegenschrift gegen die Illusionen des Zurück-aufs-Land-Schemas: „Ich würde eine Art Widerlegung zu all den letzthin erfolgreichen ‚Ich-liebe-das-Leben-Büchern‘ von guten Kameradinnen schreiben, deren Ehemänner sie gezwungen hatten, ohne Licht und fließendes Wasser auf dem Land zu leben. Ich würde die andere Seite zeigen. Ich würde einen Bericht einer schlechten Kameradin über das Leben in der Wildnis ohne Licht, Wasser oder Freunde und mit Hühnern, Indianern und schwarzgebranntem Schnaps verfassen.“ Vor Augen hatte sie dabei speziell Louise Dickinson Richs Erfolgsbuch We took to the woods (Wir zogen in die Wälder), einen 1942 bei Lippincott erschienenen hymnischen Bericht über das gemeinsame Leben eines Ehepaars in der wilden Natur von Maine. In einem Brief an Brandt & Brandt schrieb MacDonald sogar, ihr Buch sollte eigentlich „We don’t take to the woods“ heißen. Für James Hart lag hier ein weiteres Erfolgsgeheimnis von The Egg and I: Die neu in die Stadt verschlagenen Amerikaner hätten sich darin bestätigt fühlen können, dass „es noch belastender sein konnte, zur Natur zurückzukehren, als ihr zu entkommen“.
Beth Kraig hat das ambivalente Spiel der Autorin mit den Stereotypen der unverdorbenen Natur, des Pioniergeists und der „letzten Grenze“ (last frontier) näher untersucht und meint, dass Betty MacDonald als „shaky regionalist“, also „wacklige Regionalistin“ bezeichnet werden könne. Sie geht dabei vor allem auf das in The Egg and I mehrfach wiederkehrende Motiv der Pionierin ein. Im einleitenden Kapitel erscheinen zwei weibliche Haltungen zum westlichen Pioniergeist („pioneer spirit“), personifiziert in zwei Vorbildern: Die Mutter der Erzählerin liebt die Gefahr und das Abenteuer und folgt ihrem Mann, wohin ihn sein Weg führt. Sie begleitet ihn freudig, „lebte in einer Hütte und ritt hoch zu Pferd mit dem Baby vor ihr auf dem Sattel“, während Gammy, ihre Großmutter väterlicherseits, den Kindern obsessiv die Gefahren des Lebens im Freien einprägt: „Sie überzeugte uns davon, dass die Bäume am Rand der Lichtung, wo unsere Hütte stand, wie Käfigstangen im Zoo waren und direkt dahinter Hunderte von Wölfen, Grizzlybären und Berglöwen lauerten, die um eine Gelegenheit kämpften, uns zu fressen.“ Zwischen diesen beiden explizit aufgerufenen und jeweils mit großer Sympathie bedachten Vorbildern laviert die Erzählerin, als sie ihrem Mann in die Wildnis folgt.
Ähnliches gilt für die Naturbeschreibungen: Das Land sei „nur mit Superlativen zu beschreiben. Am zerklüftetsten, am westlichsten, am größten, am tiefsten, am weitesten, am wildreichsten, am reichsten, am fruchtbarsten, am einsamsten, am verlassensten.“ Solche Darstellungen wirkten durchaus attraktiv auf die Leser. Doch mit dem Aufrufen des Stereotyps der unverdorbenen Natur ging auch ein Gefühl der Unheimlichkeit einher: „Ich sah missmutig auf die so nah dräuenden Berge, die mir ein Gefühl eingaben, als schaute jemand über meine Schulter, und auf die erschreckende Männlichkeit der Wälder, und ich dachte: ‚Um Himmels willen, diese Berge könnten uns abschütteln wie eine Fliege von ihrem Rock, ihre Bäume ein bisschen umstellen und niemand würde je davon erfahren.‘ Es war kein tröstlicher Gedanke.“ Und an anderer Stelle: „‚Dieses Land hasst die Zivilisation, und nicht nur in dem harmlosen Sinn, dass es den Menschen die Zunge herausstreckt, sondern es ist ein gewaltiger, großer, überwältigender Hass mit allen Kräften der Natur hinter sich‘, dachte ich und hoffte, wir würden bald eine Stadt erreichen.“ Damit wird das Bild des „geheiligten Orts“ aufgegriffen, wie es im „echten Regionalismus“ des Westens verwurzelt sei, und zugleich ins Zwielicht gerückt. Ungestört kann die Erzählerin die Idylle der Wildnis nur von der Fähre aus genießen, von wo sie die „großartige Kette der Olympic Mountains“ bewundert, die sich „zuvorkommenderweise in ihrer ganzen verschneiten Pracht“ präsentiert.

#### Hinterwäldler und Indianer
Die Biografin von Betty MacDonald, Paula Becker, fand The Egg and I witzig und aufmunternd, aber auch „irgendwie gemein“ („kind of mean“). Von anderen Autoren gibt es deutlichere Urteile: Jerry Wayne Williamson meinte, MacDonald sei offenbar eine „sehr arrogante Person“ gewesen, die „garstige Dinge über andere Leute sagte und sie auch so meinte“. Diese Urteile betreffen vor allem die Beschreibungen zweier Gruppen im Buch: die Landbevölkerung und die Indianer. Dass man an der Art, wie die Hinterwäldler dargestellt werden, Anstoß nehmen konnte, wird bereits in den Verleumdungsprozessen um das Buch sichtbar. Die Vorstellung dieser Figuren war im Buch „weit weniger unbeschwert als in dem Film, den Hollywood daraus machte“. So wird Maw Kettle in drastischen Ausdrücken als vulgär und unsauber geschildert, wenn auch diese Beschreibung durch die Sympathie der Erzählerin bis zu einem gewissen Grade entschärft wird; bei Paw Kettle, der als arbeitsscheuer Schnorrer erscheint, ist eine solche Abmilderung kaum erkennbar. Paula Becker kommentiert: „Was auch immer sie an Menschlichem an diesen Leuten beobachtet hatte, war abgestreift worden, als Betty ihr Buch schrieb, und so blieben bloß Karikaturen übrig.“
Dennoch stießen gerade diese Karikaturen auf das Interesse der Leserschaft und das galt besonders für die Kettles, die im Buch die Rolle der Hanswurste oder Narren in der Komödie bzw. der Zanni in der Commedia dell’arte spielten. In der Verfilmung wurden die aggressiven Züge, die ihre Schilderung aufwies, stark verdünnt und es entstanden volkstümliche Figuren mit goldenem Herzen, aber unkultivierten Sitten, über die man gutmütig lachen konnte. Sie wurden zu ikonischen Figuren der ländlichen Komödie („rural comedy“) in Amerika. Im Buch hingegen schlägt die Einsamkeit und Entmutigung der Erzählerin durch, die, wie sie an Bernice Baumgarten schrieb, ihre Nachbarn eher als schreckenerregend denn als amüsant erlebte, als „ignorante, un- und amoralische, vulgäre Gruppe“. In manchen Fällen, etwa bei der Kritik der üblichen Kindererziehung, ist der Ton kaum mehr humoristisch. Allerdings bleibt die Bewertung doch ambivalent. Wenn die Kinder auch mit Kaffee, Bier und Schweinebauch großgezogen und von jeder frischen Luft ferngehalten wurden: „Sie überlebten und wurden groß, und ihr Leben war sicher faszinierender als das von modernen Babys mit ihren festen Fütterungszeiten und sterilen Fläschchen.“ Die Hinterwäldler-Welt, so erschreckend sie erscheinen mag, hat bei MacDonald auch ihre faszinierenden Seiten.
Die Beschreibung der Indianer in The Egg and I hingegen ist von solchen Ambivalenzen fast völlig frei. Sie werden als Gegenbild zum Ideologem des edlen Wilden eingeführt, das die Autorin, wie sie berichtet, aus ihrer Kindheit in Butte kannte: Prärieindianer mit Federschmuck. „Ich hegte noch immer diese romantischen Vorstellungen von Indianern, als ich auf die Hühnerfarm kam, und es war ein schwerer Schlag, als ich merkte, dass der kleine rote Bruder von heute, zumindest die pazifische Variante, die ich sah, nicht ein großer kupferhäutiger Krieger ist, der, nur mit Perlen und Federn bekleidet und Pfeil und Bogen führend, in den tiefen Wäldern umherzieht. Unser Indianer, untersetzt und schlammfarben, war eher hingelümmelt in einem Ford Modell T zu finden, mit einem Zahnstocher zwischen den gelben Zähnen, betrunken und einen anzüglichen Blick im flachen Gesicht.“ Der Ton wird sogar noch schärfer: „Die Indianer der Pazifikküste, die ich sah, waren den Bildern im Great-Northern-Railroad-Kalender so wenig ähnlich, wie Nacktschnecken Libellen ähneln. […] Der Küstenindianer ist untersetzt, o-beinig, dunkelhäutig, flachgesichtig, breitnasig, schmutzig, krank, ignorant und verschlagen.“
An diesen Beschreibungen scheint zur Zeit der großen Popularität des Buches kaum ein Leser Anstoß genommen zu haben. Paula Becker hat aus dieser Zeit keine Beispiele für die Kritik solcher rassistischer Beschreibungen gefunden. Ruth Miller Elson diskutiert in ihrer Analyse amerikanischer Bestseller von 1865 bis 1965 die Behandlung der Indianer in diesen Büchern und meint, die meisten Bestsellerautoren hätten wohl diesem Zitat aus The Egg and I zugestimmt: „Je mehr ich von ihnen [den Indianern] sah, desto mehr dachte ich, was für eine hervorragende Idee es doch gewesen sei, ihnen das Land wegzunehmen.“ Später jedoch wurden diese Beschreibungen als untragbar empfunden. Jerry Wayne Williamson schreibt: „Die volle Kraft ihrer Verachtung aber reservierte sie für die Indianer der Nordwestküste“, die als „lasterhaft und minderwertig“ erscheinen. In der Verfilmung trat dieser Zug allerdings deutlich in den Hintergrund. Die Neuausgabe von The Egg and I 1987 erschien mit einem Vorwort der beiden Töchter von Betty MacDonald, in dem diese schrieben: „Wir sind sicher, würde Betty heute noch leben, so würde sie die Misere des Indianers in einer ganz anderen Weise adressieren. Wir glauben, dass sie nur das, was sie als erschreckende Situation erlebte, in eine witzige Begegnung umformen wollte.“
In ihrem folgenden autobiografischen Buch, The Plague and I, behandelte die Autorin den antijapanischen Rassismus ihrer Zeitgenossen völlig anders, nämlich mit tiefer Verachtung.

### Humor und Gender

#### Aufbauender und aggressiver Humor
Sowohl in der Buchwerbung als auch in allen Reaktionen auf das Buch wurden die humoristischen Qualitäten von The Egg and I besonders hervorgehoben. „Wenn Sie vergessen haben, wie man lacht – dieses Buch ist es, was Ihnen der Arzt verschreibt“, lautete ein Zitat auf dem Buchumschlag. Die deutsche Taschenbuchausgabe 1951 warb damit, es handle sich um „eines der heitersten Bücher …, die die neue angelsächsische Literatur kennt“.
In der Literatur gibt es verschiedene Versuche, diesen humoristischen Charakter näher zu bestimmen. So ordnete Hamlin Hill das Werk als zeitgenössische Realisierung der Tradition des „einheimischen amerikanischen Humors“ (native American humor) ein, für den im 19. Jahrhundert etwa Mark Twain stehe. Diese Tradition, die Hill auch als „gesunden Humor“ apostrophiert, sei durch Werte wie Common Sense, Selbstvertrauen und vor allem die Fähigkeit des Protagonisten geprägt, mit der komischen Situation umzugehen. Die Zutaten der Komik stammten im Wesentlichen aus der Außenwelt: Charakterisierung der Personen, Wortspiele und physische Handlung. Im Gegensatz dazu stehe der moderne „neurotische Humor“, städtisch, am Rande der Irrationalität und des Wahnsinns und vor allem introvertiert, die Komik entstehe gerade aus dem Unvermögen des Protagonisten, mit der Situation umzugehen (Mein Freund Harvey ist eines seiner Beispiele). Betty MacDonald sei trotz aller Ausbrüche der Verzweiflung durchaus fähig, Hühner zu züchten, und die Figuren, insbesondere die Kettles, seien in ihrer Charakterisierung von starkem Lokalkolorit geprägt und könnten als moderne Varianten des Dialekthumors durchgehen.
Paula Becker beschrieb den Humor des Buchs in ähnlichem Sinn als aufbauend und ermutigend. Sie paraphrasierte seine Botschaft so: „Das Leben ist hart. Kontrollieren können wir nur unsere Reaktion darauf, und da ist Lachen besser als Weinen. Dieses Gefühl erheiterte und ermutigte Leser auf der ganzen Welt.“ Doch diese Lesart des Humors von The Egg and I ist nicht die einzige, die in der Rezeption hervorgehoben wurde. Eine beißende, ätzende Qualität des MacDonald’schen Witzes wurde ebenfalls öfter wahrgenommen. Der Künstler William Cumming, der ihre Hühnerzuchterzählungen im Kollegenkreis in der National Youth Administration hörte, schrieb: „Bettys Humor war nicht gütig, gemütlich oder freundlich. Er hatte die bösartige Schärfe eines Skalpells und konnte schneiden. Betty betrachtete die Fehler der Menschheit als verwerflich. Dass diese Fehler gewöhnlich zu komischen Reinfällen führten, hieß nicht, dass sie in ihren Augen weniger tödlich gewesen wären. Sie richtete ihren beißenden Humor gegen die Dummheit der Menschen, weil diese sie wütend machte.“ Er verglich sie gar mit Billie Holiday: MacDonald habe wie sie gelacht, um nicht kotzen zu müssen. An anderer Stelle wies auch Paula Becker darauf hin, dass ein „unbarmherziges Urteil über die Schwächen anderer“ ein Charakterzug der Autorin und des Buchs sei. Wenn die clever zugeschnittenen Porträts ihrer Mitmenschen Verletzungen verursachten, dann habe die Autorin das eben für eine gute Geschichte in Kauf genommen.
Diese beiden Seiten des Humors von The Egg and I spielten eine Rolle in der feministischen Debatte um das Buch. Bereits ein zeitgenössischer Kritiker, Clifton Fadiman in Booklist, brachte seine Wahrnehmung des Humors von The Egg and I mit Eigenschaften der Geschlechter in Verbindung: „Der trockene Humor ist der einer Frau, aber die Sprache ist männlich: Sie sticht realistische Bauernromane aus, indem sie die Dinge beim Namen nennt (‚calling a spade a spade‘), und das tut sie reichlich (‚and there were plenty of spades‘).“ Nancy Walker und Zita Z. Dresner zitierten Fadimans Kritik und erklärten, dass MacDonald in The Egg and I „vor dem Körperlichen nicht zurückschreckte und nirgends versuchte, die Brutalitäten, die Rohheiten und den Irrsinn zu schönen, die sie in ihrer Umgebung vorfand“.
In ihrer Diskussion des Bucherfolgs rückte Becker die komischen Qualitäten des Buchs zudem in einen Zusammenhang mit dessen Erscheinungszeitpunkt, nämlich unmittelbar nach dem Ende des Zweiten Weltkriegs. The Egg and I habe die Themen der Schlacht, des Konflikts und des Durchhaltens, wie sie während des Krieges die nichtfiktionale Literatur bestimmt hätten, in einen häuslichen Kontext übertragen, wo es nicht um Leben und Tod, sondern um weit geringere Einsätze ging. Die Komik des Buches speise sich auch aus dieser Übertragung. „The Egg and I traf den Nerv eines kriegsmüden Publikums als eine tröstliche Überlebensgeschichte: der erfolgreiche Kampf einer Frau darum, jeden Morgen wenigstens das Aufstehen zu schaffen, den Unbequemlichkeiten und Herausforderungen zum Trotz.“

#### Häuslicher Humor und komischer Feminismus
Das Ei und ich gilt als Ausgangspunkt einer weiblichen autobiografischen Literatur der „schreibenden Hausfrauen“ (der Begriff der Housewife Writers stammt von Betty Friedan), die unter die Begriffe „häuslicher Humor“ (domestic humor) und „komischer Feminismus“ (funny feminism) gefasst worden ist. Friedan schrieb: „Es sind gute Handwerkerinnen, die besten dieser schreibenden Hausfrauen. Und manches an ihrem Werk ist auch komisch. … Aber es gibt etwas an ihnen, was nicht komisch ist, wie bei Onkel Tom … ‚Lach‘, sagt die schreibende Hausfrau der wirklichen Hausfrau, ‚wenn du dich verzweifelt, leer, gelangweilt, gefangen fühlst in den Routinen des Bettenmachens, Herumfahrens, Geschirrspülens. Ist es nicht komisch? Wir stecken alle in derselben Falle.‘“ Doch die wirklichen Hausfrauen hätten nicht die Möglichkeiten der schreibenden Hausfrauen, ihre Frustration in erfolgreiche Zeitungsartikel und humorvolle Bücher umzuwandeln.

##### Weibliche Selbstironie als Selbsterniedrigung
Friedan erwähnte MacDonald in diesem Zusammenhang nicht. Das tat zwölf Jahre später die Literaturwissenschaftlerin Patricia Meyer Spacks in ihrem Buch The Female Imagination: Sie identifizierte in den autobiografischen Schriften zeitgenössischer ‚schreibender Hausfrauen‘, etwa von Erma Bombeck und Jean Kerr, eine Tendenz zur Selbstironie und Selbsterniedrigung (self-deprecation) mit den Mitteln der Komik, die ihr zufolge wohl mit Betty Macdonald und The Egg and I begonnen habe. Dieses Merkmal des Humors analysierte sie detailliert anhand verschiedener Textstellen, so in der kurzen Schilderung der Liebesgeschichte der Erzählerin. „Seine gebräunte Haut, sein braunes Haar, seine blauen Augen, seine weißen Zähne, seine rauchige Stimme, seine freundliche, liebenswürdige Art waren an sich schon genügend gute Eigenschaften, die Krämpfe der Bewunderung bei Mary und ihren Freundinnen hervorriefen, aber das Wunderbarste an ihm, das ganz Besondere war, dass er mich mochte. Ich kann immer noch nicht verstehen, warum eigentlich …“ In Kapitel 4 des Buches besteht Bob darauf, weiße Kieferndielen für den Küchenfußboden zu verwenden, die unmöglich sauberzuhalten sind (schlimmer wäre nur noch weißer Samt, schreibt die Erzählerin). Sie hasst es, den Boden täglich zu schrubben, und tut es doch, obwohl ihr die Sinnlosigkeit dieses Unterfangens klar ist, aber natürlich nützt es nichts. Spacks kommentiert, die Erzählerin präsentiere sich als minderwertig und Versagerin. Der humoristische Ton dieser Episode hintertreibe den Groll und die Wut, die darunter lägen und nicht zum Ausdruck kämen. So werde vielleicht ein wenig Mitgefühl für die geplagte Hausfrau erzeugt, das Hauptgewicht dieser Erzählweise liege jedoch darauf, dass sie sich selbst mit ihren sinnlosen Bemühungen lächerlich und zum Objekt der Komik mache. Diese Komiktradition sei „grundlegend konservativ in ihren sozialen Implikationen“, indem sie das Bild weiblicher Inkompetenz bestätige. Die Erzählerin triumphiere über ihr Leiden, indem sie es in Komik verwandle, und dies bedeute letztlich, das Leiden hinzunehmen. „Und die, die lachen, akzeptieren es auch.“

##### Kritische Potenziale
Diese negative Einschätzung aus der zweiten Welle des Feminismus versuchten später Nancy Walker, Zita Z. Dresner und vor allem Jane F. Levey teilweise zu revidieren. Walker räumte in ihrem Aufsatz von 1985 über den ‚komischen Feminismus‘ ein, dass der „unbeschwerte Humor“ der kritisierten Autorinnen eine idealisierende Seite habe: Die Beschränkung auf hausfrauliche und mütterliche Pflichten werde mit einem heiteren Lächeln hingenommen. Sie betonte jedoch die unter dieser Oberfläche liegenden Signale von Unruhe und Unzufriedenheit und analysierte die darin liegende Kritik anhand von The Egg and I als einem Werk, das die Standards für die Nachfolger gesetzt habe. Zunächst sei zwar das Objekt der Komik hier, wie auch später regelmäßig, die Erzählerin selbst, die den ihr auferlegten und von ihr akzeptierten Normen nicht nachzukommen vermöge, und der Humor nehme Züge von Selbstironie und Selbsterniedrigung an. In den Themen der Isolation der Erzählerin, des frustrierten Ehrgeizes, das Ziel der perfekten Hausfrau zu erreichen, und des damit verbundenen Ressentiments gegen den Mann verberge sich aber sehr wohl eine Kritik an den sozialen Normen, denen die Erzählerin unterworfen sei. Ein ungewöhnlicher Fall sei The Egg and I insofern, als speziell die emotionale Isolation der Erzählerin von ihrem Mann offen zutage trete; die Kritik sei nur mehr mit einer dünnen Schicht Humor überdeckt. So straft Bob die Erzählerin mit schweigender Missachtung, als sie vergessen hat, Petroleum für die Lampen zu bestellen: „Bob … zeigte sein Enttäuschtsein von mir, indem er, noch während er den letzten Bissen kaute, vom Tisch aufstand und sich ins Bett warf – zweifellos um von den guten alten Tagen zu träumen, als man noch Frauen schlug.“ Und gegen Ende des Buchs sitzen die beiden zusammen „wie Nachbarn, die sich plötzlich im selben Hotelzimmer wiederfinden“, eine unverstellte Darstellung von Entfremdung in der Partnerschaft, die in den Werken des „häuslichen Humors“ selten sei, weil sie mit dessen heiterem Tonfall nicht zusammenpasse.
Zita Z. Dresner wies in einem Sammelbandbeitrag von 1991 zudem darauf hin, dass die Protagonistin des Buchs die junge, unerfahrene Ehefrau sei, während die Erzählerrede die seitdem gemachten Erfahrungen der Autorin reflektiere. The Egg and I könne daher als weiblicher Bildungsroman gelesen werden: Die Protagonistin lerne Schritt für Schritt Lektionen der Desillusionierung, sie befreie sich nach und nach von den hemmenden Idealbildern der Hausfrau, die sie zu Beginn der Erzählung noch selbst vertrete, und diese Bildungsgeschichte werde mit humoristischen Mitteln erzählt. Dass die Erzählung, statt die im realen Leben erfolgte Trennung und Scheidung und damit die Konsequenz dieses Bildungsprozesses zu thematisieren, mit einer versöhnlichen Note ende, sei den Konventionen der humoristischen weiblichen Autobiografie geschuldet.

##### Gemischte Botschaften
Levey konturierte in ihrem Zeitschriftenbeitrag von 2001 die „gemischten Botschaften“ (mixed messages) des Buchs noch schärfer. The Egg and I biete nicht nur detaillierte Beschreibungen mühsamster und unattraktivster Hausarbeit, sondern auch eine Kritik der Mutterrolle der Frau – freilich indirekt und dadurch bei zu einem gewissen Grade entschärft. Während Schwangerschaft und Mutterschaft durchaus als lohnend geschildert werden, aber nur eine relativ kleine Rolle in der Erzählung einnehmen, trägt die Beziehung der Erzählerin zu den Küken, die sie aufziehen muss, Züge von Abneigung und Ekel, ja unverkennbarer Feindschaft. „Alles andere, was ich von Geburt an versorgt hätte, hätte einen so festen Platz in meinen Gefühlen bekommen, dass ich mich nur mit Gewalt davon hätte losreißen können, aber hier kam es so weit, dass ich tatsächlich mit Freuden Bob zusehen konnte, wie er mit seinem mörderischen Messer fünfzig Hähnchen die Gurgel durchschnitt und sie zum Ausbluten aufhängte“, zitierte Levey aus MacDonalds Buch, und sie kommentierte: „Ihre Kritik der Mutterschaft hat ihren Ort im Hühnerhaus.“ Dieser drastische Ausdruck von Hass auf die Objekte ihrer mütterlichen Fürsorge, am ungefährlichen Gegenstand der Küken ausagiert, habe einen Resonanzboden für die inneren Konflikte geboten, die die Leserinnen angesichts ihrer mütterlichen Pflichten empfunden hätten.
Ebenfalls am ungefährlichen Objekt werde der Machtkampf zwischen Mann und Frau ausagiert, nämlich in Form des Kampfs der Erzählerin mit dem widerspenstigen Ofen. Dieser wird nicht nur vermenschlicht, indem er den großgeschriebenen Eigennamen „Stove“ erhält, sondern auch vermännlicht, indem er mit einem maskulinen Personalpronomen („he“) ausgestattet wird. Der Ofen hatte „keine der warmen, freundlichen Eigenschaften, die man mit dem Namen assoziiert … schmollte in seiner Küchenecke … rauchte und würgte und spie …“ Und am ersten Regentag erkennt die Erzählerin, „dass Stove mein Feind war“. Levey kommentierte: „Hier war ein unzweifelhaft feindlicher Herd.“ Hätte MacDonald einen solchen Machtkampf mit ihrem Mann ausgetragen, so wäre das vom Lesepublikum nicht akzeptiert worden, so Levey, wohl aber in Form dieser indirekten Inszenierung.

##### Umgekehrte Pilgerfahrt
Die Kritik der „schreibenden Hausfrauen“ bezog sich auf eine bestimmte historische Situation: die Verdrängung der Hausfrau aus dem öffentlichen Leben an Heim und Herd in den amerikanischen Vorstädten („suburbia“) nach dem Zweiten Weltkrieg, vor allem in den 1950er und 1960er Jahren. In den als typisch betrachteten Fällen weiblicher Autobiografien, wie Shirley Jackson, Jean Kerr, Phyllis McGinley oder Erma Bombeck, war dies auch die Situation, die die Autorinnen auf humoristische Weise glossierten. Für The Egg and I traf dies offensichtlich nicht zu: Es beschrieb das Hausfrauenleben in der urtümlich erscheinenden „Wildnis“ der Provinz. Die Diskussion über dieses Buch als Ausgangspunkt des ‚komischen Feminismus‘ war auf die Leserschaft fokussiert, die vor allem, so die Vermutung der Autorinnen, aus Vorstadthausfrauen bestanden habe.
Levey sah hier einen weiteren Anhaltspunkt für eine indirekte Spiegelung der Erfahrung der Leserinnen: Es handle sich um eine „umgekehrte Pilgerfahrt“, nicht, wie in der Nachkriegsgesellschaft allgemein, vom Land in die Vorstadt, sondern von der Stadt aufs Land. Die von ihr geschilderte Entfremdung vom Gemeinschaftsleben habe daher mit der Entfremdung korrespondiert, die die Leserinnen erfahren hätten, jedoch durch eine Migration in umgekehrter Richtung, aus der Modernität heraus. Diese Umkehrung erlaube mehrere Lesarten: Das Leben auf dem Land könne mit seiner Isolation und ungleichen Verteilung der Hausarbeit als Vergrößerungsspiegel für die Situation der Frauen in den Vorstädten aufgefasst werden, aber auch als negatives Gegenstück zum technisch besser ausgestatteten Stadtleben sowie schließlich in einzelnen Zügen auch als positives, nostalgisches Gegenbild. Es sei gerade diese Mehrdeutigkeit, die es dem Buch ermöglicht habe, so viele Erfahrungen seiner Leserinnen zu spiegeln.

## Rezeption

### USA

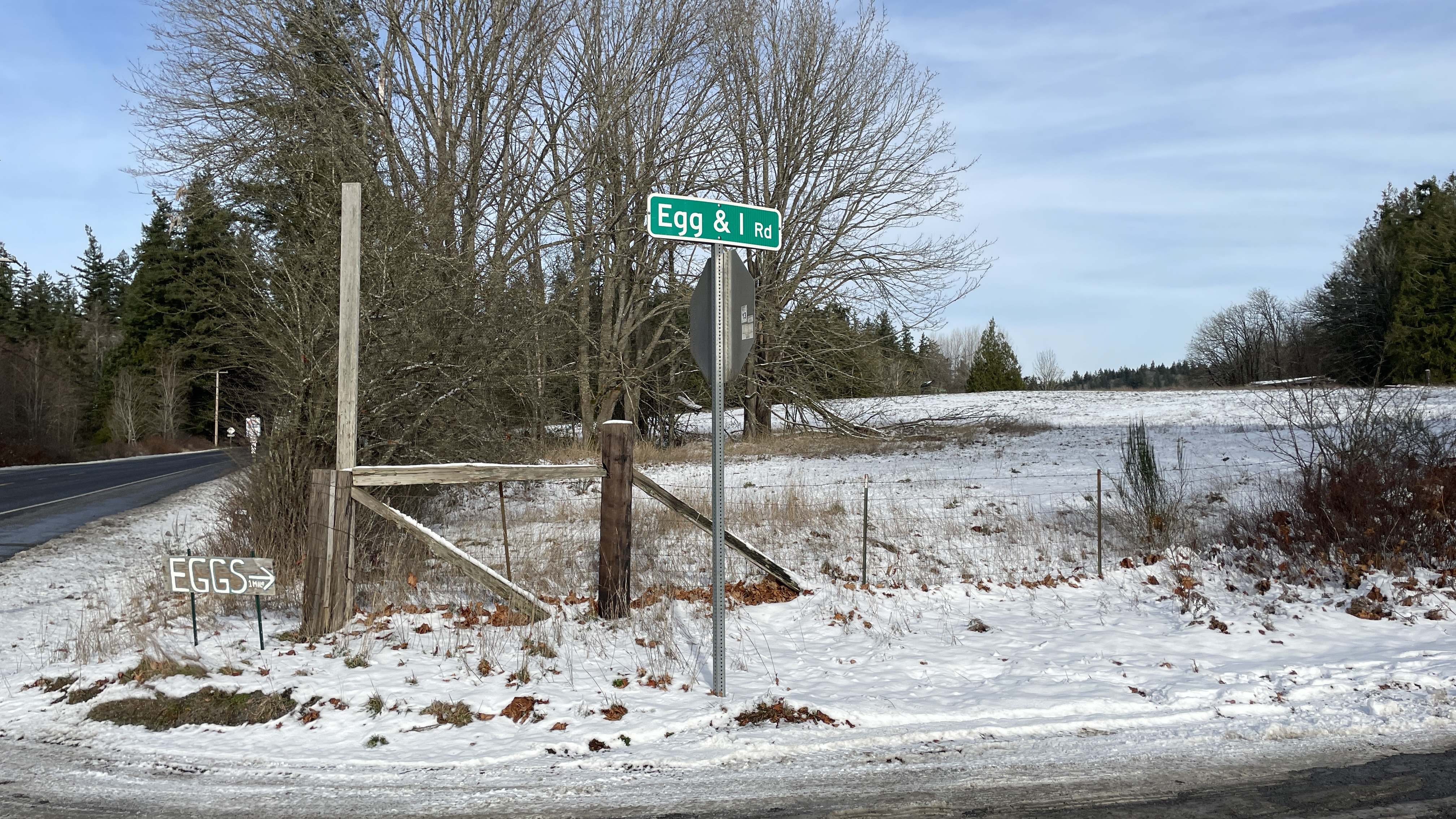
Straßenschild „Egg and I Road“

The Egg and I war ein Überraschungserfolg, der weniger von den Rezensionen in der Presse als vielmehr vom Enthusiasmus der Buchhändler und spontanen Leserreaktionen getrieben wurde. Dabei spielte auch die geschickte Werbestrategie des Verlags eine große Rolle, der großzügig Anzeigen platzierte, sobald er aufgrund der Reaktion auf den Vorabdruck erkannt hatte, dass hier ein potenzieller Bestseller entstanden war. Ein weiterer Kniff des Verlags war es, auf dem Umschlag ein großes Foto der Autorin zu zeigen, so dass die reale Person der Autorin für das Buch warb – und umgekehrt das Buch für die Autorin. Dies führte zu einem wahren Run auf das neue Heim der MacDonalds – und zu Busladungen von Touristen, die die Handlungsstätten des Buchs identifiziert hatten und dort einfielen. Life druckte bereits im Januar 1946 eine Homestory über Bettys Heim auf Vashon Island, mit einer mehrseitigen Fotostrecke.
Aber auch die Presse zeigte sich angetan von dem Werk. Clifton Fadiman machte in Booklist zwar einige despektierliche Bemerkungen über die schicksalsergebene Opferhaltung der Erzählerin in ihrer unglücklichen Ehe, lobte aber die realistische Sprache des Buchs. Harmonischer nahm ein anderer New Yorker Rezensent die Wirkung des Buches wahr: „Für Stadtmenschen, die es trocken und gemütlich haben, ist Mrs. MacDonalds Leben in den Wäldern ein ungetrübtes Vergnügen.“
Die Hollywood-Verfilmung und insbesondere die daraus hervorgegangenen Ma-and-Pa-Kettle-Filme trugen erheblich zur Popularität des Buchs bei. Der Filmkritiker Bosley Crowther verriss allerdings in der New York Times die Verfilmung vernichtend, weil sie den beißenden Witz des Buches nicht zu transportieren vermöge und stattdessen auf konventionelle Männer- und Frauenbilder setze, offenbar in vorauseilendem Gehorsam gegenüber dem Hays Code.
Am 3. Februar 1981 gab das Jefferson County Board of Commissioners der Straße, die an der ehemaligen Heskett-Farm vorbeiführte, offiziell den Namen „Egg and I Road“.

### Europa: Sonderfall Tschechoslowakei
The Egg and I verkaufte sich auch in Europa sehr gut. Die französische Ausgabe, unter dem Titel L’Œuf et moi, hatte eine verkaufte Auflage von 150.000. In Deutschland schrieb Der Spiegel über Das Ei und ich: „Es geht nicht um großartige psychologische Probleme, aber um ein Stück amerikanisches Alltagsleben. Und es ist mit bezauberndem Freimut und mit blinzelndem Humor beschrieben.“ In der Zeit erhielt es eine Kurzrezension in der Rubrik „Von Frauen geschrieben“. Die Rezension hob als Qualitäten hervor: „Amüsant, optimistisch, oft mit drastischem Humor.“
Ein echter Longseller mit zeitlicher Verzögerung wurde es jedoch in der Tschechoslowakei. Die erste tschechische Ausgabe erschien 1947, doch zwischen 1948 (dem Jahr der Machtübernahme der Kommunistischen Partei der Tschechoslowakei) und 1970 gab es keine Neuauflagen. Seit 1970 wurde das Buch aber immer wieder gedruckt, insgesamt zählt Samantha Hoekstra von 1947 bis 2010 51 Auflagen von Betty MacDonalds Büchern auf Tschechisch und Slowakisch. In Tschechien führte der Literaturwissenschaftler Jiří Trávníček über einen Zeitraum von acht Jahren mehrere Umfragen zur Popularität von Büchern bei der tschechischen Leserschaft durch. 2007 und 2010 führte The Egg and I (unter dem tschechischen Titel Vejce a já) die Liste an, 2013 belegte es Rang 5. 2015 berichtete er in einem Radiointerview: „Das populärste Buch aller drei Studien, die wir durchführten, ist Vejce a já von Betty MacDonald. Ich habe keine Erklärung für dieses Phänomen, aber es ist definitiv etwas sehr Tschechisches.“ Bei einer Umfrage tschechischer Bibliotheken, die über 93.000 Leserantworten auf die Frage nach ihrem Lieblingsbuch auswerteten, lag Vejce a já auf Rang 9 (und Anybody can do anything, ein weiteres Buch der Autorin, auf Rang 8). In einem Interview 2018 gab Trávníček an, Tschechinnen über 50 bezeichneten Betty MacDonalds Bücher als ihre Lieblingsbücher.
In Philip Roths Roman Epilogue: The Prague Orgy (Die Prager Orgie. Ein Epilog) findet dieses Phänomen eine eigentümliche literarische Rezeption. Der Erzähler Nathan Zuckerman, wie Roth selbst ein amerikanischer jüdischer Schriftsteller, reist ins Prag der 1970er Jahre, um das unveröffentlichte Manuskript eines jiddischen Autors zu finden. Kaum ist ihm dies gelungen, wird es beschlagnahmt und Zuckerman wird genötigt, in ein Auto zum Flughafen zu steigen. Dort trifft er auf Novak, der sich als tschechoslowakischer Kulturminister vorstellt und ihn unvermittelt auf Deutsch anspricht: „Kennen sie Fraulein Betty MacDonald?“ Als Zuckerman verneint, benennt Novak sie als Autorin von The Egg and I. Zuckerman erinnert sich: „Handelte von einer Farm – nicht wahr? Ich habe es nicht mehr gelesen, seit ich zur Schule gegangen bin.“ Und weiter: „Es würde mich überraschen, wenn in Amerika jemand unter dreißig von The Egg and I überhaupt nur gehört hat.“ Novak kann das nicht glauben und erklärt es für eine „Tragödie“, dass dieses „Meisterwerk“ in Amerika in Vergessenheit geraten sei. Es schließt sich eine lange Tirade über die wahre tschechische Literatur und ihre Schriftsteller an, die „von ihren Lesern geliebt werden“, im Gegensatz zu „irgendwelchen entfremdeten, degenerierten, egoistischen Künstlern“, worunter Novak auch Franz Kafka fasst. Wahre Schriftsteller seien „Leute, die wissen, wie man sich auf anständige Weise in sein historisches Unglück fügt“.
Roth war befreundet mit Dissidenten der tschechischen Literatur; Stanislav Kolář hält es für höchstwahrscheinlich, dass Roth bei seinen Besuchen in der Tschechoslowakei von der dortigen Popularität des Buches erfuhr.

### Wissenschaft
MacDonalds autobiografische Erzählung fand zunächst kaum Berücksichtigung in den Literaturwissenschaften. Lediglich im Bereich der Bestsellerforschung wurde das Buch gelegentlich behandelt, so in James Harts Monografie The Popular Book: A History of America’s Literary Taste (1950) und viel später in Ruth Miller Elsons Werk Myths and Mores in American Best Sellers 1865–1965 (1985). Eine Ausnahme ist der Mark-Twain-Forscher Hamlin Hill, der 1963 in einem Zeitschriftenaufsatz The Egg and I als zeitgenössisches Beispiel von „native American humor“ abhandelte, einem Konzept, das ursprünglich von Walter Blair 1937 für den eigenständigen Beitrag der amerikanischen Literatur zum humoristischen Schreiben entwickelt worden war.
Dies änderte sich mit dem Aufkommen der Women’s Studies in den 1970er Jahren. Im Anschluss an Betty Friedans Kritik der „schreibenden Hausfrauen“ analysierte die Literaturwissenschaftlerin Patricia Meyer Spacks 1975 detailliert die weibliche Selbstironie in The Egg and I und kam zu einem sehr negativen Urteil über die Wirkungen dieses Stilmittels. In den 1980er Jahren griffen verschiedene Forscherinnen diese Analysen auf, erweiterten sie um Überlegungen zu den kritischen Potenzialen des Buchs und versuchten das starke normative Urteil von Spacks zu relativieren bzw. zu revidieren. Hier sind besonders die Beiträge von Nancy Walker und Zita Z. Dresner sowie ein postum erschienener Aufsatz von Jane F. Levey (2001) zu erwähnen, die auch textanalytisch neue Erkenntnisse brachten. Seitdem gehört The Egg and I zu den Werken, die regelmäßig im Kontext der Themen „häuslicher Humor“, „weiblicher Humor“ und „weibliche Autobiografie“ behandelt werden. So hat die Autorin einen Eintrag in The Oxford Companion to Women’s Writing in the United States. Barbara Levy widmete dem Buch einen Abschnitt in Ladies Laughing (1997), Kristi Siegel betrachtete es in ihrer Monografie über Women’s Autobiographies (1999) unter dem Aspekt der Mutter-Tochter-Beziehung, und Penelope Fritzer und Bartholomew Bland zählten das Werk in ihrer History of Domestic Humor Writing (2002) zu den Vorreitern des häuslichen Humors in den USA.
Neben diesem Strang der wissenschaftlichen Debatte, der die Themen Gender und Humor in den Mittelpunkt stellte, gab es auch einige Beiträge, die die „ländliche Komödie“ und das Bild der Hinterwäldler und Indianer fokussierten. Sie gingen meist von der sehr breitenwirksamen Verfilmung aus und schlossen analytische Bemerkungen zum Buch an. Das gilt etwa für Jerry Wayne Williamsons Hillbillyland (1995) und Tim Hollis’ Rural Comedy in the 20th Century (2008).
Unter dem regionalen Aspekt, nämlich als Beitrag zur Literatur und Bildlichkeit des amerikanischen Westens, hat die Literaturwissenschaftlerin Beth Kraig The Egg and I einer ausgedehnten Analyse unterzogen (2005). Regionalhistorisch ausgerichtet sind auch einige Beiträge von Mildred Andrews, Beth Kraig und Paula Becker auf der Webseite HistoryLink, insbesondere zur Biografie der Autorin, den Örtlichkeiten der Erzählung und vor allem zu dem aufsehenerregenden Verleumdungsprozess von 1951.
Einen ungewöhnlichen Ansatzpunkt für die Analyse des Buchs hat Susan M. Squier (2011) gewählt: Sie analysierte es in einer Geschichte der Hühnerzucht unter dem Aspekt des „fellow feeling“, also des Gefühls der Verbundenheit zwischen Mensch und Tier.
Die Biografie Betty MacDonalds von Paula Becker (2016) konnte erstmals zahlreiche Dokumente zum Entstehungs- und Veröffentlichungsprozess von The Egg and I auswerten. Becker war es insbesondere gelungen, Ordner mit MacDonalds Korrespondenz zu diesem und den folgenden Büchern ausfindig zu machen und zu sichten, vor allem mit Bernice Baumgarten und dem Lippincott-Verlag, aber auch etwa MacDonalds Antworten auf Leserpost. Ferner verwertete Becker viele Archivauskünfte erstmals und konnte so eine Reihe von Daten korrigieren, unter anderem das Geburtsdatum der Autorin.
Einige Bemerkungen zur Rezeption der Erzählung außerhalb der USA, speziell in der Tschechoslowakei, finden sich in einer Masterarbeit von Samantha Hoekstra an der Florida University (2008). Zahlen zur Beliebtheit des Werks in der Tschechischen Republik bieten die Forschungen des tschechischen Literaturwissenschaftlers Jiří Trávníček. Ein Forschungsprojekt Trávníčeks am Institut für tschechische Literatur bei der Akademie der Wissenschaften der Tschechischen Republik zielte darauf, Gründe für die Popularität der Autorin in der tschechischen Leserschaft zu bestimmen. 2022 erschienen die Ergebnisse in Buchform.

## Ausgaben (Auswahl)

### In englischer Sprache
- The Egg and I. Gekürzter Vorabdruck in The Atlantic Monthly, Juni 1945, S. 97–108, Juli 1945, S. 91–100, August 1945, S. 97–106
- The Egg and I. Lippincott, Philadelphia 1945
- The Egg and I. Rockefeller Center, NY Pocket Books, New York 1945
- The Egg and I. Life on a wilderness chicken ranch. Edition for the Armed Services (Nr. 1100), New York 1945
- The Egg and I. Penguin Books, London 1956

### Übersetzungen
- Das Ei und ich. Übersetzung ins Deutsche: Renate Hertenstein. Alpha-Verlag, Bern 1947
  - Das Ei und ich. Taschenbuchausgabe mit Leinenrücken. Rowohlt, rororo Nr. 25, Hamburg 1951[120].
- Ägget och jag. Übersetzung ins Schwedische: Sten Söderberg. Ljus, Stockholm 1946
- Ægget og jeg. Übersetzung ins Dänische: Christen Fribert. Erichsen, Kopenhagen 1946
- El huevo y yo. Übersetzung ins Spanische: Lidia Yadilli. Peuser, Buenos Aires 1946
- Egget og jeg. Übersetzung ins Norwegische (Bokmål): Lill Herlofson Bauer. Ekko, Oslo 1947
- Het ei en ik. Übersetzung ins Niederländische: E. H. van Meeteren-Verhagen. Amsterdam 1947
- L’œuf et moi. Übersetzung ins Französische: George Belmont. Laffont, Paris 1947
- Muna ja minä. Übersetzung ins Finnische: Eeva-Liisa Manner. Gummerus, Jyväskylä 1947
- Vejce a já. Übersetzung ins Tschechische: Leopold Havlik. Žikeš, Praha 1947
- Io e l’uovo. Übersetzung ins Italienische: Ada Salvatore. Bompiani, Milano 1948
- Jajko i ja. Übersetzung ins Polnische: Marta Wańkowicz-Erdmanowa. Kuthan, Warschau 1949
- Vajce a ja. Übersetzung ins Slowakische: Bohuslav Kompiš. Mladé letá, Bratislava 1971